# Illegal (PinkPantheress)
Illegal è un singolo della cantautrice britannica PinkPantheress, pubblicato il 9 maggio 2025 come terzo estratto dal secondo mixtape Fancy That.

## Descrizione
Illegal presenta un'interpolazione del brano Dark & Long degli Underworld. Spiegando le origini della canzone, la cantante ha dichiarato:

## Video musicale
Il video musicale del singolo, girato per metà con tecniche di animazione, è stato reso disponibile in concomitanza con la sua uscita.

## Tracce
Testi e musiche di PinkPantheress, Aksel Arvid, Karl Hyde, Rick Smith e Darren Emerson.
Download digitale, streaming
1. Illegal – 2:30

Download digitale, streaming – Nia Archives Remix
1. Illegal (Nia Archives Remix) – 2:40

## Classifiche
| Classifica (2025) | Posizione massima |
| ----------------- | ----------------- |
| Australia         | 42                |
| Canada            | 73                |
| Grecia            | 75                |
| Irlanda           | 37                |
| Nuova Zelanda     | 32                |
| Regno Unito       | 22                |
| Stati Uniti       | 96                |

## Date di pubblicazione
| Paese  | Data           | Formato                      | Versione           | Etichetta    | Nota   |
| ------ | -------------- | ---------------------------- | ------------------ | ------------ | ------ |
| Italia | 9 maggio 2025  | Contemporary hit radio       | Originale          | Warner Italy | [ 9 ]  |
| Mondo  | 6 giugno 2025  | Download digitale, streaming | Originale          | Warner       | [ 10 ] |
| Mondo  | 27 giugno 2025 | Download digitale, streaming | Nia Archives Remix | Warner       | [ 11 ] |